# Vertainspitze
Vertainspitze (italsky Cima Vertana) je hora nacházející se v Itálii v provincii Südtirol, v pohoří Ortles. Skalní masiv je tvořen tmavou břidlicí a skládá se ze dvou vrcholů. Nižší jižní vrchol (3389 m) a hlavní vrchol (3545 m).

## Poloha
Vertainspitze je obklopena ze tří stran údolími Valle di Solda na západě, Valle di Zai s ledovcem Vedretta di Zai na severozápadě a Rosimtal s dvěma ledovci Vedretta di Rosin a rozlehlým Vedretta di Lasa na jihovýchodě. Na severovýchodě leží sedlo Angelusscharte (3337 m), které odděluje Vertainspitze od jejího souseda L'Angelo Grande (3521 m). Na jihovýchodě je druhé sedlo nazývané Rosimjoch (3288 m) dělící od sebe hory Vertainspitze a Punta di Scudo (3461 m).

## Výstup
Dnes Vertainspitze zůstává v stínu nejvyšších ledovcových vrcholů pohoří - Ortler, Gran Zebrú a Monte Zebrú. Z vrcholu se na ně naskýtá ničím nerušený výhled.
Horská turistika
Výchozím bodem při výstupu na vrchol je středisko Solda (1861 m), ležící jihozápadně od Vertainspitze. Cesta č. 5 vede podél potoka údolím Valle di Zai až k chatě Rifugio Serristori (2721 m). Za chatou se nachází systém ples Laghi di Zay (2720 m), kolem kterých pokračuje výstupová cesta č. 2. Ta přechází poměrně strmě ledovec Vedretta di Zai až do sedla Angelusscharte (3337 m). Dále po nestabilních skalách, místy po hřebeni (obtížnost I-II.UIAA), místy jeho traversem až k vrcholu. Sestup je možný stejnou cestou nebo traversem ledovce Vedretta di Laas do sedla Rosimjoch (3288 m) a odtud dlouhým sestupem pod jižním výběžkem Vertainspitze do obce Solda (ital. Sulden).
Délka: Solda - Rifugio Serristori (2,5 hod.) - Vertainspitze (3 hod.)
Jako ulehčení výstupu lze použít sedačkovou lanovku na Kanzel (2348 m) vedoucí ze Soldy.
Výstup lze uskutečnit také ze Soldy údolím Rosimtal, poté kolem ledovce Rosimferner, kde je odbočka na Vertainspitzi. Cesta pak vede přes několik firnových polí a po hřebínku z balvanité suti (lezení obtížnosti I. UIAA) na vrchol z jihu.
Horolezectví
Vyhledávaným výstupem je severozápadní hřeben. Od chaty Serristori vede cesta k patě hřebene. Zde začíná fixní jištění, které dosahuje výšky 3360 m. Finální výstup na vrchol je již bez jištění a je veden terénem III-IV.UIAA. V roce 1966 zde spadla masivní kamenná lavina, která cestu pozměnila, takže v současnosti může její průchod být ještě těžší. Nejedná se o žádnou via ferratu.